# Xtort
Xtort – dziewiąty album studyjny niemieckiego zespołu industrialnego KMFDM, wydany 25 czerwca 1996 roku przez Wax Trax!/TVT. Został nagrany w przeciągu końca roku 1995 i początku roku 1996 w Chicago w Illinois, krótko po śmierci Jima Nasha - współzałożyciela Wax Trax! i przyjaciela zespołu. Wersja zremasterowana została wydana w 2007 roku. Singlem promującym album został utwór "Power".

## Opis
Styl muzyczny z albumu Xtort jest podobny do poprzednich wydań KMFDM z lat 90. XX wieku - zawiera mechaniczne perkusyjne beaty, riffy gitarowe i męskie oraz żeńskie wokale. Jest utrzymywany jednak bardziej w klimatach industrial dance. Album Xtort jest jednym z najlepiej ocenianych albumów KMFDM obok albumów Nihil i Symbols wydanych - odpowiednio - przed i po nim. Najpopularniejszymi utworami były Power i Son Of A Gun, a pierwszy był masowo promowany jako singiel. Od czasu wydania tego albumu zespół KMFDM przez następne albumy powtarzał podobny schemat muzyczny na utworach.

## Lista utworów
1. "Power" - 5:26
2. "Apathy" - 3:11
3. "Rules" - 4:07
4. "Craze" - 3:34
5. "Dogma" - 4:06
6. "Inane" - 5:30
7. "Blame" - 4:06
8. "Son of a Gun" - 4:23
9. "Ikons" - 4:12
10. "Wrath" - 5:29
11. "Fairy" (utwór ukryty) - 4:27